# Oberthalhofen (Fischen im Allgäu)
Oberthalhofen (mundartlich: Obr̥d̩alhov) ist ein Gemeindeteil der Gemeinde Fischen im Allgäu im bayerisch-schwäbischen Landkreis Oberallgäu.

## Geographie
Das Dorf liegt circa einen Kilometer nordöstlich des Hauptorts Fischen. Westlich von Oberthalhofen fließt die Iller.

## Ortsname
Der Ortsname bedeutet bei den Höfen am/im Tal.

## Geschichte

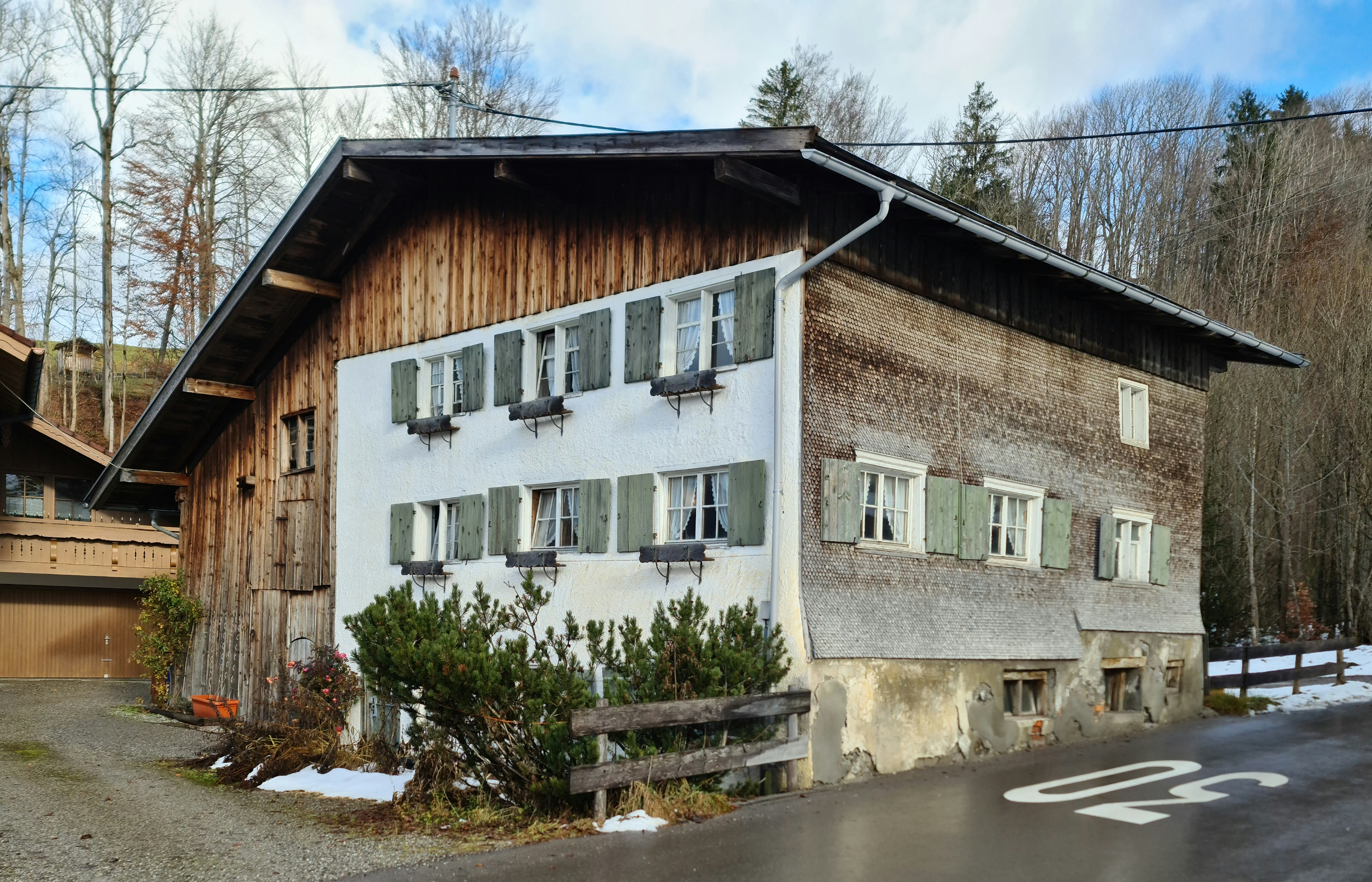
Winkelstraße 15 in Oberthalhofen

Im Jahr 1278 kam erstmals die Bezeichnung Talhoven auf, wobei dies auch Unterthalhofen bezeichnen könnte. Oberthalhofen wurde erstmals urkundlich spezifisch im Jahr 1384 mit ze den Obren Talhoven genannt. Im Jahr 1621 wurden sieben Feuerstellen im Ort gezählt. 1972 wurde Oberthalhofen von Schöllang nach Fischen umgemeindet. 